# Cratere Belyaev
Belyaev è un cratere lunare di 55,9 km situato nella parte nord-occidentale della faccia nascosta della Luna.
Il cratere è dedicato al cosmonauta sovietico Pavel Ivanovič Beljaev.

## Crateri correlati
Alcuni crateri minori situati in prossimità di Belyaev sono convenzionalmente identificati, sulle mappe lunari, attraverso una lettera associata al nome.
| Belyaev | Coordinate             | Diametro (in km) |
| ------- | ---------------------- | ---------------- |
| Q       | 20°39′00″N 139°43′12″E | 50,29            |